# Twin Peaks (Wyoming)

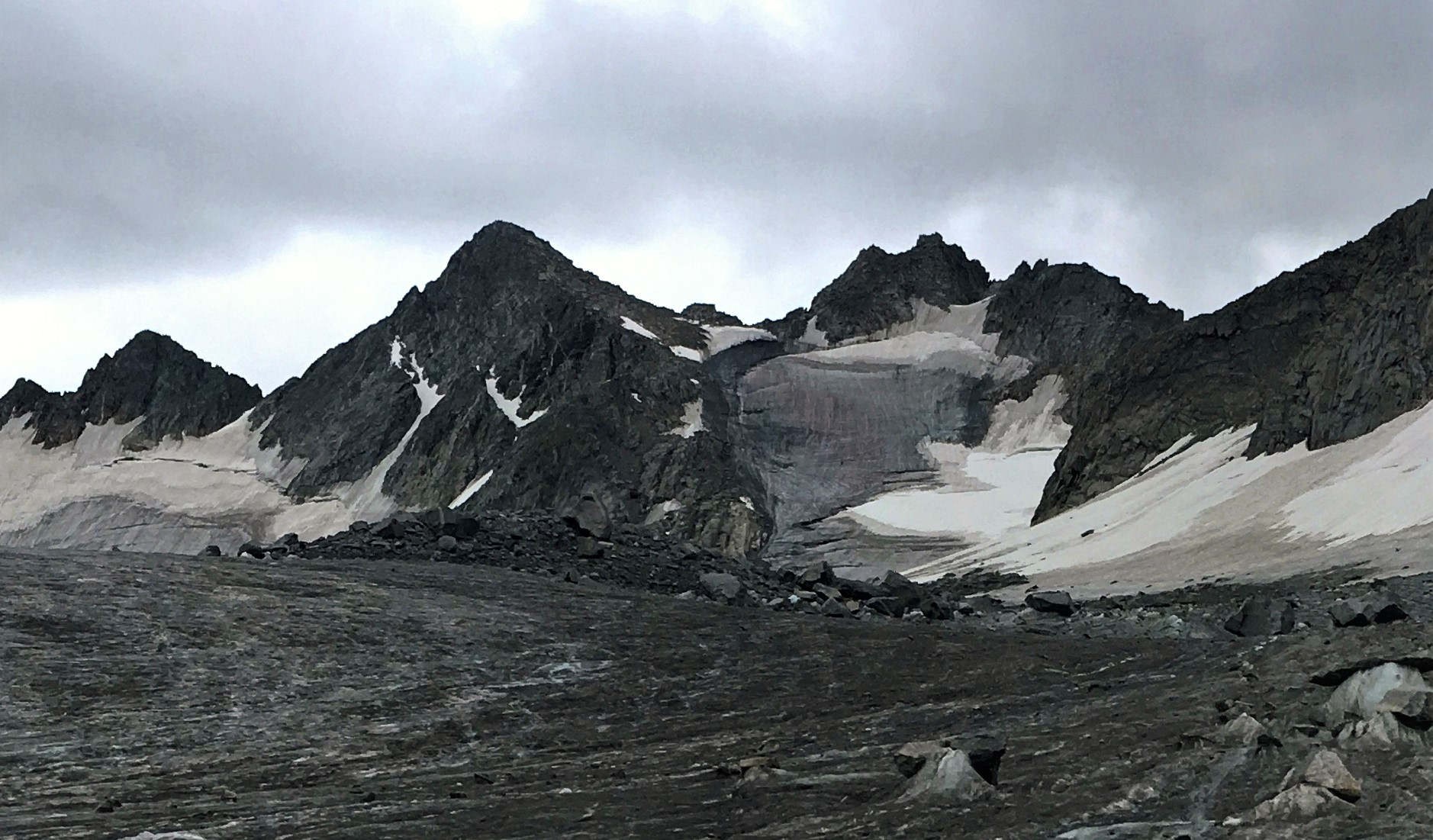

Die Twin Peaks sind ein 4019 m hoher, doppelgipfliger Berg in der Wind River Range im Westen des US-Bundesstaates Wyoming. Der Berg liegt südwestlich der  kontinentalen Wasserscheide am Hauptkamm der Gebirgskette, rund drei Kilometer südwestlich des höchsten Berges in Wyoming, des Gannett Peak. Nördlich des Berges erstreckt sich der Mammoth Glacier, der zu den flächenmäßig größten Gletschern der Rocky Mountains zählt. Nach Nordwesten verläuft ein Gebirgsgrat entlang des Mammoth Glacier über Split Mountain und Mount Whitecap bis zum Ladd Peak, nach Südwesten zweigt ein weiterer Grat ab, der über den Winifred Peak zum American Legion Peak verläuft. An der Südflanke der Twin Peaks liegt der Twins Glacier, in einem Kar nordöstlich des Gipfels befindet sich der flächenmäßig kleinere Sphinx Glacier. Die Twin Peaks sind über einen kurzen Grat mit dem nordöstlich liegenden Mount Woodrow Wilson verbunden, von welchem aus die kontinentale Wasserscheide in östliche Richtung über The Sphinx, Bobs Towers, Miriam Peak und den Bonney Pass bis zum Doublet Peak verläuft. An der Westflanke der Twin Peaks entspringt der Green River, der größte Nebenfluss des Colorado Rivers. Die Gegend um die Twin Peaks ist vollständig als Wildnis-Schutzgebiet ausgewiesen – der Berg liegt innerhalb der Grenzen der Bridger Wilderness des Bridger-Teton National Forest, unmittelbar westlich der Fitzpatrick Wilderness des Shoshone National Forest. Die Erstbesteigung der Twin Peaks erfolgte im Jahr 1930 durch Henry Buchtel und Dudley Smith.

## Belege
1. 1 2  Twin Peaks - Peakbagger.com. Abgerufen am 17. April 2024.
2. ↑  Twin Peaks : Climbing, Hiking & Mountaineering : SummitPost. Abgerufen am 17. April 2024.